# Cosmic Music
Cosmic Music — джазовий альбом Джона Колтрейна та Еліс Колтрейн, випущений після смерті Джона Колтрейна. Джон Колтрейн грає лише на двох треках, «Manifestation» та «Reverend King».

## Передумови
Наприкінці січня 1966 року Колтрейн і його група, до складу якої входили саксофоніст Фароа Сандерс, піаністка Еліс Колтрейн (Маккой Тайнер покинув групу наприкінці попереднього року), басист Джиммі Гаррісон, басист/кларнетист Дональд Рафаель Гарретт, барабанщики Елвін Джонс і Рашид Алі, прибули до Сан-Франциско на двотижневий концерт у Jazz Workshop, розділивши сцену з квартетом Телоніуса Монка. Протягом першого тижня їхнього візиту Джонс покинув гурт, приєднавшись до групи Дюка Еллінгтона, і був замінений Реєм Епплтоном. Гарретт також був лише на частині концерту.
2 лютого гурт (без Гарретта і з Епплтоном замість Джонса) музиканти відвідали студію Coast Recorders у Сан-Франциско, де записали кілька треків, зокрема «Manifestation» і «Reverend King». «Manifestation» містить соло Джона Колтрейна на тенор-саксофоні, Сандерса на пікколо (пізніше повернеться на тенор-саксофон) і Еліс Колтрейн на фортепіано (це був перший запис Еліс Колтрейн зі своїм чоловіком). «Reverend King» починається і закінчується співом «Aum-Mani-Pad-Mi-Hum» і містить соло Сандерса на тенорі, а також одну з небагатьох записаних партій Джона Колтрейна на бас-кларнеті.
Плівки з цими двома піснями залишалися в будинку Колтрейнів до січня 1968 року, приблизно через півроку після смерті Джона Колтрейна, коли Еліс Колтрейн вирішила поєднати їх з двома піснями, які вона записала зі своєю групою, «Lord, Help Me to Be» і «The Sun». Це були її перші записи як лідера, в них брали участь басист Гаррісон і барабанщик Бен Райлі, а Сандерс грав на тенор-саксофоні в «Lord, Help Me to Be» і трохи на флейті в «The Sun». «The Sun» починається із запису Джона Колтрейна і Сандерса, які співають «Нехай буде мир, любов і досконалість у всьому творінні» («May there be peace and love and perfection throughout all creation»), а закінчується голосом Джона Колтрейна, який запитує «Еліс?». Обидва твори пізніше були випущені як бонус-треки на перевиданні першого сольного альбому Еліс Колтрейн A Monastic Trio на компакт-диску.
Ці чотири треки були спочатку випущені як Cosmic Music на Coltrane Records наприкінці 1968. Однак незабаром представники Impulse! Records зв'язалися з Еліс Колтрейн, запропонувавши їй стати артисткою Impulse! і перевидати Cosmic Music на їхньому лейблі. Еліс згадувала: «Як тільки [Cosmic Music] був доступний… люди з Impulse сказали: 'Твої ідеї чудові, музика хороша, але дозволь нам продюсувати її. Дозвольте нам контролювати обкладинку, і ми випустимо гарну обкладинку і музику, яка буде у ваших руках, і це буде дуже гарний альбом, і ми також зможемо випустити його по всьому світу'. Не було відчуття, що мене хтось примушував чи щось таке, або навіть намагався переконати. Просто було сказано: 'Якщо хочеш, ми можемо зробити його дуже гарно для тебе'. Так і стало!» Альбом був перевиданий лейблом Impulse! у 1969 році з новою обкладинкою і з приміткою «produced by Coltrane Records».
Два з решти треків із сесії 2 лютого 1966 року з'явилися на релізі Джона Колтрейна Infinity з великим редагуванням і накладанням, а один з треків також з'явився на збірці Jupiter Variation.

## Відгуки критиків
Рецензент AllMusic Майкл Г. Настос назвав Cosmic Music «наполегливим, енергійним та іноді незбагненним». Том Юрек, який також писав для AllMusic, зазначив: «Хоча ця платівка тримається досить добре… вона все ще є другорядним альбомом Impulse у порівнянні з деякими майстерними роботами саксофоніста». Джон Корбетт включив альбом до своєї книги Vinyl Freak: Love Letters to a Dying Medium, назвавши «Manifestation» «прекрасною енергетичною музикою, як знав Колтрейн» і висловивши захоплення «чудовим екстатичним бас-кларнетом у „Reverend King“ — ще однією недостатньо задокументованою стороною записаної історії Трена — і… радісною груповою взаємодією повного ансамблю».

## Трек-лист
| #  | Назва                 | Дата та місце запису           | Тривалість |
| -- | --------------------- | ------------------------------ | ---------- |
| 1. | «Manifestation»       | 2 лютого 1966, Coast Recorders | 11:37      |
| 2. | «Lord, Help Me to Be» | 29 січня 1968, Нью-Йорк        | 7:29       |
| 3. | «Reverend King»       | 2 лютого 1966, Coast Recorders | 11:00      |
| 4. | «The Sun»             | 29 січня 1968, Нью-Йорк        | 4:02       |

## Персоналії
- Джон Колтрейн (треки 1 і 3) — тенор-саксофон, бас-кларнет
- Фароа Сандерс — тенор-саксофон, піколо, флейта
- Еліс Колтрейн — фортепіано
- Джиммі Гаррісон — бас
- Рашид Алі (треки 1 і 3) — барабани
- Рей Епплтон (треки 1 і 3) — перкусія
- Бен Райлі (треки 2 і 4) — перкусія